# 戦姫絶唱シンフォギアXD UNLIMITED
『戦姫絶唱シンフォギアXD UNLIMITED』（せんきぜっしょうシンフォギアエクスドライブ アンリミテッド）は、ブシモ（後のブシロードゲームズ）より配信されたスマートフォン用ゲームアプリ。サービス期間は2017年6月26日 - 2024年1月31日。基本プレイ無料（アイテム課金制）。

## 概要
テレビアニメ『戦姫絶唱シンフォギア』シリーズの派生作品。2016年2月に開催された作品関連の音楽ライブ「シンフォギアライブ2016」にて制作が発表された。
クエストはテレビアニメのストーリー、および第3期『戦姫絶唱シンフォギアGX』と第4期『戦姫絶唱シンフォギアAXZ』を繋ぐ断章『戦姫絶唱シンフォギア3.5』で構成された「メインクエスト」、その裏側で起こっていた出来事を描く「サイドクエスト」、本作オリジナルの聖遺物「ギャラルホルン」の力で並行世界を巡るなどの要素を持つ「イベントクエスト」、アニメ本編や過去のイベントクエストを絡めたオリジナルストーリーで展開される「XDクエスト」、所持するカードの強化素材などを集める「SPクエスト」で構成されている。
クエスト以外では、プレイヤー同士によるバトルを行う「バトルアリーナ」や、バトルアリーナの派生イベントとして不定期に開催される「チャレンジカップ」、体力上限がない強力な敵に挑む「アドベントバトル」、他のプレイヤーと協力して敵を討伐する「マルチバトル」も楽しむことができる。
原案設定を反映する形で、戦闘に出るシンフォギア装者には各自が歌う楽曲を設定することができ、クエスト中は曲ごとに異なる支援効果をもたらす。
2019年以降は他作品とのコラボレーションイベントも実施されている。
2022年7月1日、運営および開発・配信業務をポケラボからキングポーンへ移管。
2024年1月31日14時をもってサービスを終了。オンラインサービス終了後には一部機能を利用可能なオフライン版が配信された。

## あらすじ

### メインクエスト
戦姫絶唱シンフォギア3.5
魔法少女事変から2週間後、東京湾に停泊中の豪華客船『アレキサンドリア号』で発生した事故についてS.O.N.G.に調査要請が入り、響・クリス・調・切歌が現場に向かうが、そこでノイズとは異なる超常現象に遭遇する。一方、ロンドンに滞在中のマリア・翼も、アルカ・ノイズとそれを使役する錬金術師に遭遇する。

### イベントクエスト
時系列は明確にされていないが、先に行われたイベントクエストの内容について言及される場面があるため、概ね発表順の通りに進んでいる模様。
片翼の奏者
完全聖遺物「ギャラルホルン」が示した異常事態解決のため、並行世界に赴く翼・響・マリア。彼女たちが遭遇したのは、それまで見たこともない黒いノイズ、未だ存在する二課、そして死んだはずの奏だった。
ヴァルキリーズ・サマー
都会から離れた真夏の島の並行世界にやってきたマリア・翼・クリス。慣れない環境での戦闘に苦戦する中、環境に適応するかのように水着型へと変化したギアを纏って異常事態の原因究明に努めることになる。
翳り裂く閃光
原因不明の悪夢にうなされ響が衰弱する中、新たな並行世界に向かうクリスとマリア。そこにいたのは、誰の手もとらず孤独にノイズを狩るもうひとりの響の姿だった。彼女の存在が響の衰弱の原因と推測したS.O.N.G.の要請により、未来は再び装者となって戦いの中に飛び込んでいく。
和装乱舞
二課どころかシンフォギアすら存在しない並行世界に降り立ったクリス・調・切歌。満足な助力を受けられない中、かつて仇敵だったウェル博士の手を借りて、異常事態の根源と思しき武者ノイズに立ち向かっていく。
先覚の協力者
ギャラルホルンからのアラートを受け新たな並行世界に赴いた響・翼・調だが、その世界ではまだ実用化されていないシンフォギアでノイズを倒したとして、黒服の男たちに二課へと連行される。身柄を拘束された上にペンダントを取り上げられ、困惑する響たちの前にフィーネが彼女たちを救うべく現れる。更にウェル博士もある野望を抱きながら装者たちに近づく。
他のイベントと異なり分割して配信が行われた。2017年10月に行われた「先覚の協力者・フィーネ」、同年11月に行われた「先覚の協力者・ウェル博士」と、他のイベントを挟みながら配信。2018年1月に先の二つの復刻の後、「先覚の協力者-Recapture Operation-」をもって完結した。
ショートストーリー 天体観測
ルナアタック後の天体への影響についてS.O.N.G.で調査を進める中で、週末に流星群が地球に接近することが明らかとなり、流星群を一目観ようと「星の見える丘」へ向かう装者6人と未来、エルフナインだが、向かう途中で一行の行く手を阻むかのようにアルカ・ノイズが出現する。
雪上のクリスマス / 暁のサンタクロース
クリスマスが近づく中、雪山で戦闘訓練を行う装者たち。他の5人の装者が雪山の環境に対応した「クリスマスギア」への変化に成功する中、切歌だけがクリスマス型ギアを纏えず、落ち込んでしまう。
振袖ラビリンス
初詣を終えてS.O.N.G.本部を訪れた装者たちに、とある神社での「神隠し」事件の調査が命じられたが、そこで未知の超常現象に遭遇し、翼・響・マリアが異空間の迷宮に飛ばされてしまう。振袖型に変化したギアを纏い奮闘する3人の前に、振袖を纏った新たな怪物が立ちはだかる。
イノセント・シスター
ギャラルホルンのアラートと共に、こちら側では既に失われたはずのネフィリムが出現する。ネフィリムを追って並行世界に渡ったマリア・響・翼の目に飛び込んできたのは、アガートラームを纏いネフィリムと戦うセレナの姿だった。
エキスパート・メイド / これがわたしのメイド道ッ!
クリスマスやお正月の一件を経て、自らの望む形へギアを自在に変化させるための心象実験が行われることになる。参加を表明した調の希望により、メイド型ギアの発現を目指し特訓を重ねていく。
イメージトレーニングを重ね調・未来・響はメイド型ギア発現に成功したものの、想定していたほどの出力が出なかったことから、自分たちの中のメイド像を見つめ直していく。
夜空を舞う怪盗姉妹
並行世界のF.I.S.は、とある企業から聖遺物の譲渡を要求されていた。ナスターシャ教授は断ったものの、米国F.I.S.からの直接の圧力をかけられたこともあり、既にいくつかは譲渡を余儀なくされており頭を悩ませていた。それを見て心を痛めるセレナは、切歌から紹介されたアニメを見て「自らが怪盗に扮することで、横流しされた聖遺物を取り戻そう」という案を思いつく。
竜を討つ魔剣 / 不死身の英雄
EUからの要請により聖遺物「魔剣グラム」の起動実験に立ち会うためロンドンに渡ったクリス・調・翼。途中で合流した奏と緒川を加えた5人で研究施設を訪れるが、施設は無人状態で、起動状態の魔剣グラムだけが残されていた。奏が魔剣グラムに触れた途端、奏・クリス・調が異空間に飛ばされてしまう。
戦姫海賊団 -海上大激戦-
海賊たちによる貨物船襲撃事件が頻発し、その調査をすることになった装者たち。犯人が錬金術師の手により現代に蘇った大航海時代の海賊で、普通の手段では彼らに干渉できないことを知ったS.O.N.G.は、これに対応すべく海賊ギアを纏った装者を投入する。
Beyond the Speed
機動力に特化した高速型アルカ・ノイズが出現し、装者たちも機動力重視のギアを発現させスピード勝負に挑む。一方、翼の前には首謀者である錬金術師が現れスピード勝負を挑むが、当の翼は自慢のバイクをもってしてもアルカ・ノイズに追いつくことができず、苦悩していた。
燃えよッ!カンフーマスター / 怒りのッ！カンフー3姉妹
中国雑技団の演技に感銘を受けた切歌・クリス・奏の3人は、この技術を戦闘に応用しようと考え弦十郎が監修を務めた心象実験プログラムを受ける。結局ギアの出現に成功はしたが、技術応用に使うには難しい現状。そこで3人は弦十郎が監督を務めるカンフー映画の撮影に挑戦する。
ヴァルキリーズ・エンドレス・サマー
海外での任務に備え、水着ギアを発現させるべく再び並行世界の真夏の島を訪れた響・未来・調・切歌と教官役のクリス。その最中洞窟に迷い込んだ響と未来は、謎の宝箱と、神殿を拠点とする半魚人の集団に遭遇する。咄嗟に水着ギアの発現させ難を逃れる2人だったが、そこから同じ一日が永遠に繰り返される謎の現象に見舞われる。
マジックランプドリーム
ある日、並行世界に遊びに来たセレナは学院に通いたいと思い、マリアに相談をしにやってくる。しかし、マリアは運悪く任務にあたっていたため他のメンバー達が相談に乗ることになった。そんな中、錬金術師から押収したランプによってセレナ、クリス、調は突然砂漠に飛ばされる。
双翼のシリウス
休暇を利用して並行世界の奏に会いに来た翼だが、旧交を温めている最中に奏に出動要請がかかる。敵がアルカ・ノイズと判明したため翼も応援に駆け付けるが、凍てつく冷気を纏わせた怪物とそれを操る錬金術師が現れ、翼を倒して連れ去ってしまう。己の無力を嘆いた奏は新たな聖遺物を携え、単身怪物に立ち向かっていく。
調べ歌う二重唱
訓練を終え、切歌と共にエルフナインの研究室へと向かった調はメンテナンスと新機能の追加のために預けていた調ロボと切歌ロボの確認をする。しかし、エルフナインは日本政府から金色の林檎のような完全聖遺物の解析の依頼が入ってしまったため、あまり進んでいなかった。その次の日、完全聖遺物が異変が起き、そこからメンテナンス中だった調ロボと切歌ロボが現れた。
機械仕掛けの奇跡
未来とお買い物デートをしていた響は、一人ぼっちの少女を見つける。響が少女に色々と質問をした途端、少女は突然倒れてしまう。意識はある様子。その時、少女の母親が現れ、響と未来に迷惑を掛けたことを謝罪する。母親の話では少女は最近、頻繁に夢でうなされてしまい、その影響で元気がないらしい。その時、未来が電話で呼び出した救急車が到着し、母親と少女を乗せて病院へと行った。すると弦十郎からギャラルホルンのアラートが鳴ったと連絡が来た響は急いで本部へと向かった。本部へと着いた響は翼とクリスと共にギャラルホルンで並行世界へと行き、ノイズに襲われている少女を発見し、ノイズを撃退するが、その少女は本編世界で出会った少女と瓜二つだった。
絆結ぶ赤き宝石
ある日、未来は突然けがをした1人の女性から「守ってほしい」と宝石を託された。するとその宝石は小動物に変身して未来になつきだす。そしてけがから回復した女性の話だと小動物は完全聖遺物「カーバンクルの宝珠」だとわかり追いかけていた主犯は女性の双子の姉だと判明する。
アルケミックオーダー
奏の住む並行世界で錬金術師出現の報告を聞き出撃する奏。一人錬金術師と戦う奏だったが、カルマノイズが現れて混戦状態になってしまう。一方、ギャラルホルンからのアラートを受けて奏の世界に向かった響、切歌、調の3人も奏と協力して対処に挑むが、そこに現れたのは装者達を守って命を散らしたサンジェルマン、カリオストロ、プレラーティだった。
夕暮れに舞う巫女
調・切歌・マリア・セレナは以前お世話になった調神社に初詣で訪れるが、そこでノイズとは異なる新たな敵と遭遇する。他の神社でも同様の事態が発生し、苦戦する装者たち。敵は倒すのではなく鎮めることが必要であると判明したことから、4人は調神社の宮司の指導のもと巫女型ギアを発現するための訓練を行う。
銀弾の軌跡
世界蛇のことを報告すべくナスターシャの世界に訪れたマリア達。そんな中、突然現れた吸血鬼の呪いでマリア、セレナ、調が倒れてしまう。響たちが別任務で忙しい中、大切な家族を取り戻すため1人切歌は吸血鬼に挑む。
ロストサンクチュアリ
ある日、F.I.S.の依頼で遺跡発掘の調査をすることになった。遺跡に興味津々のセレナと護衛役のマリア、翼、クリス。盗掘者や遺跡の仕掛けに翻弄されながら4人の装者は探索に挑む。
キズナで紡ぐ奇跡の歌（「バンドリ！ガールズバンドパーティ！」コラボイベントクエスト）
ある日ギャラルホルンのアラートを受けて出撃することになった響、クリス、未来、切歌、調の5人。たどり着いた5人は偶然ライブハウス『CiRCLE』と赴きそこで自分たちと同年代のガールズバンドメンバーに感銘を覚える。ところがそこへカルマノイズが出現。かろうじて追い出すが、これまで以上の戦い方に厳しさを覚える。その時、現れたガールズバンドのメンバーが協力して音楽でカルマノイズを鎮めることに挑む。
ティアーズ・オブ・ピースメーカー
カルマノイズに対する情報共有のために了子（フィーネ）のいる世界に降り立ったクリスだが、そこでアルカ・ノイズまで使われようになった内戦中のバルベルデ共和国の惨状を知り、更に孤立中のNGO団体で他界した両親の名を聞く。並行世界の別人とわかっていながらも2人を助けたいという気持ちが強くなり、クリスとフィーネの2人は共にバルベルデに向かう。
夢を唄う英雄（「SSSS.GRIDMAN」コラボイベントクエスト）
ギャラルホルンを通じて繋がった新たな並行世界に赴いた響、翼、クリス、マリア。調査の途中で響は助けを求める声に誘導され、「ハイパーエージェント」グリッドマンと邂逅する。そんな中、装者たちの前に巨大な怪獣が出現。攻撃が通らず苦戦する中、再び声を聞いた響はグリッドマンのもとへ向かい、プライマルアクセプターを授けられる。早速アクセスフラッシュを試みる響だったが、気が付くと響は巨大化した状態で街中に立っていた。
太陽の三撃槍
世界蛇の黒幕ベアトリーチェは装者を苦しめるべくある策謀を響に仕掛けた。その結果、響は暴走を起こす事態が発生。一同は響の仮想脳内にアクセスを試みるが、嘗て響が戦った装者や様々な敵達の幻影が襲い掛かってきて全員負担でダウン寸前のメンバー。しかし、唯一奏だけ負担が少ない事実を知り「ガングニール」こそが逆転の鍵だと知り了子から借りた予備のガングニールを同じガングニール使用経験者のマリアに貸して響を救うべく突入する。
真夏の楽園プロビデンス・パーク
水着ギア発生の心象実験を行ったある日、奏の世界から一通の手紙が届く。送り主はアダムで「以前起こした錬金術問題で迷惑をかけてしまったお詫びとして新しくできた大型レジャー施設へ招待しよう」とチケットが添えられていた。半信半疑に思った奏は一同を連れてそのレジャー施設「プロビデンス・パーク」に赴く。そこへ現れたサンジェルマン達も混ざって優雅にバカンスを楽しむ一同だったが、突然「プロビデンス・パーク」のマスコットたちが暴走してしまう。
大火を薙ぐ剣
情報共有のためフィーネのいる並行世界に赴いた翼とクリス。フィーネが新たに開発中のRN式回天特機装束「RN式天羽々斬」の調律のために弦十郎を相手に模擬戦闘を行っている最中、二人の目の前に突如緒川が現れ、RN式天羽々斬を強奪し姿を消す。翼たちはRN式天羽々斬を奪還すべく緒川を追跡する一方、闇の組織「草薙」の元構成員である緒川は兄の命を奪い、弟に瀕死の重傷を負わせた組織の頭領・オロチを倒すべく、単身敵のアジトへ赴く。

### XDクエスト
ギャラルホルン編 序章
ギャラルホルンからのアラートと共に、本編世界でカルマノイズが出現。更にセレナのいる並行世界と、フィーネのいる並行世界でも同時にカルマノイズが出現し、装者たちは手分けして討伐に当たることとなる。本編世界に残った響は未来と共に出動し、協力してカルマノイズの討伐に成功するが、二人の前に突如巨大な蛇を模した怪物が出現する。
ギャラルホルン編 第1章
世界蛇との戦い、世界蛇を追い並行世界を股にかける謎の集団との邂逅の後、再びギャラルホルンのアラートと共に本編世界でカルマノイズが出現。撃退後、新たな並行世界へ繋がるが、そこは装者もなく、世界蛇とカルマノイズに蹂躙されかけている世界だった。その世界で脅威と戦っている特異災害対策課と響、翼、クリスは協力体制を取る。一方、序章での世界蛇との戦いで響が負傷したのを未だに引きずっている未来は無断でギャラルホルンに突入するが、そこで謎の敵にやられゲートから吐き出されてしまう。未来が気付いた世界は辺りが廃墟で誰も人はおらず、ノイズが充満している世界だった。

## 登場人物

### シンフォギア装者
立花響（たちばな ひびき）
声 - 悠木碧
「ガングニール」の装者。原案では個人技を持たなかったが、本作ではパンチやキックに技名が設定されている。
立花響（Another）
「翳り裂く閃光」に登場する、並行世界における響。「ツヴァイウィング」のライブの前に未来と離別しており、その後の誹謗中傷を浴びた生活の中で性格が荒んでしまった。普段着は灰色のパーカーで、ギア装備時はマフラーで口元を覆っている。他人と関わることを嫌い、二課にも所属せず、半ば八つ当たりに近い形でノイズと戦い続けている。その強い負の感情がギャラルホルンを通して本編世界の響に流れ込み、悪夢という形で苦しめる事態になった。
「LOST SONG編」では事実上の主人公として扱われ、謎の存在によって未来が奪われた復讐からガングニールを捨て、スターリットの形見となるエレクライトを身に着ける。属性は「エレクライト」。
風鳴翼（かざなり つばさ）
声 - 水樹奈々
「天羽々斬」の装者。
風鳴翼（Another）
「BAYONET CHARGE」に登場する、並行世界における翼。風鳴家への反発から幼少期に弦十郎に付く形で家を出ており、秘密組織「影護」の一員として活動している。弦十郎の影響を強く受けた結果、一人称に「オレ」を用いる明朗快活な少年のような性格になっている。「天羽々斬」のアームドギアは双頭の剣になっており、戦闘スタイルも多彩な剣術を用いる本編の翼に対し、弦十郎直伝の格闘術を織り交ぜた本編の響に近いパワー重視になっている。
雪音クリス（ゆきね クリス）
声 - 高垣彩陽
「イチイバル」の装者。本作ではギア以外にアニメ第1期でも使用していた完全聖遺物「ネフシュタンの鎧」をまとった姿も使用可能（分類は「聖遺物」ではなく通常同様「シンフォギア装者」）。
雪音クリス（Another）
「BAYONET CHARGE」に登場する、並行世界におけるクリス。テロで両親を亡くしたことは本編のクリスと同様だが、その後翼と弦十郎に救われ「影護」の一員になっている。そのため翼への信頼はより深く、彼女を「翼」と呼び捨てにしている。「イチイバル」のアームドギアは大型ライフルになっており、後方からの狙撃支援を担当するが、翼同様に弦十郎の薫陶を受けているため格闘術も身につけている。
マリア・カデンツァヴナ・イヴ
声 - 日笠陽子
「アガートラーム」の装者。アニメ第2期および第3期4話で登場した「ガングニール」を纏った姿も使用可能であり、イベントクエスト「太陽の三撃槍」では、並行世界の奏の予備機として加工されていた「ガングニール」を預かっている。
マリア・カデンツァヴナ・イヴ（Another）
「Stand up! Girl!!」に登場する、並行世界におけるマリア。ウロボロスを滅ぼすべく平行世界を股に駆ける特殊部隊「APPLE」の隊長。ウロボロスの構成員にかけられた呪いによって肉体の成長が止まり、それによって10歳以下にみられる事が多い。「ガングニール」を使用するが、本人の意地っ張りが原因して身長に見合わないサイズ（本編世界のマリアが使用した時と同サイズ）となっている。
月読調（つくよみ しらべ）
声 - 南條愛乃
「シュルシャガナ」の装者。
月読調（Another）
「TWIN HEART MELODY」に登場する、並行世界における調。ツインテールではなくショートヘアになっている。意識不明となった切歌を目覚めさせるためにF.I.S.を出奔し、独学でロボット工学を学び科学者になった。技術者としては優秀な反面、生活能力はなく自室は散らかり放題になっている。「シュルシャガナ」のアームドギアは帯同する2体のドローンと自身を載せて浮遊する球状のメカ。
暁切歌（あかつき きりか）
声 - 茅野愛衣
「イガリマ」の装者。
暁切歌（アンドロイド）
「TWIN HEART MELODY」に登場する、並行世界の切歌を模したアンドロイド。製作者は並行世界の調。
アンドロイド故に常人離れした戦闘力を持ち、腕をイガリマの鎌のように変形させて戦う。意識不明の切歌に代わり、研究に没頭しがちな調の身の回りの世話をしているが、本物の切歌ではないとして調からは辛辣な態度を向けられている。属性は「機巧」。
暁切歌（Another）
「TWIN HEART MELODY」に登場する、並行世界における切歌。本編と違いロングヘア。F.I.S.所属時代の事故により意識不明となり、生命維持装置に繋がれたまま眠っていたが終盤にて意識が回復し、代償として機能停止した切歌のアンドロイドを遠隔操作する形で戦闘に参加する。
天羽奏（あもう かなで）
声 - 高山みなみ
「ガングニール」の装者。原案ではアニメ第1話の時点で故人。
「片翼の奏者」の並行世界では、彼女が生存している代わりに翼が絶唱を使い死亡している。本伝での翼同様、この出来事が原因でノイズに並々ならぬ怒りを抱き、歌手活動から引退し、薬物投与を繰り返しながら独りで戦い続けている。本編世界から現れた翼に対しては敵愾心をむき出しにしており、同じガングニールの装者でありながら自身より戦闘経験が高い響たちに対してもコンプレックスを抱いていたが、共に戦い続けるうちに和解。歌手活動も再開し、たびたび本編世界に遊びに来るようになった。
小日向未来（こひなた みく）
声 - 井口裕香
「神獣鏡」の装者。
本編では第2期でギアを失っているが、イベント「翳り裂く閃光」にて、衰弱した本編世界の響と心が傷ついた並行世界の響の二人ともを救うべく、並行世界にある神獣鏡を纏う形で再び装者となった。その後、神獣鏡は本編世界へ持ち帰ったが、ギャラルホルンに関する事件は機密性が高く彼女が再び装者になったことも伏せる必要があり、訓練以外の出動に関しては弦十郎から制限がかけられている。後に「絆結ぶ赤き宝石」にて自ら志願し、正規の装者になる。
セレナ・カデンツァヴナ・イヴ
声 - 堀江由衣
「アガートラーム」の装者で、マリアの妹。原案では第2期の時系列の6年前に故人となっている。
「イノセント・シスター」の並行世界では、ネフィリムの暴走を止めた際に瀕死の重傷を負うも、同世界のマリアが身を呈して庇ったことで生存し、治療手段が整うまで7年間コールドスリープ状態にあった。このため容姿は暴走事故のときから変化していない。また、ナスターシャの配慮により並行世界上の姉が死亡したことも知らされておらず、本編世界のマリアが現れた際には自身の姉と信じ込んでいた。徐々に違和感に気づいていき、ナスターシャを問いただして真実を知るも、本編世界のマリアもまた自分の姉であると受け入れた。後に奏同様、たびたび本編世界に遊びに来るようになった。また2019年度のイベントで泳ぎが苦手という設定が明らかになった。
セレナ・カデンツァヴナ・イヴ（Another）
「Stand up! Girl!!」に登場する、もう一つの並行世界におけるセレナ。ウロボロスを滅ぼすべく平行世界を股に駆ける特殊部隊「APPLE」の副隊長。「イノセント・シスター」の並行世界のセレナとは異なり年相応に成長している。「アガートラーム」はビームダガー状に変化している。

### 装者以外のプレイアブルキャラクター
風鳴弦十郎（かざなり げんじゅうろう）
声 - 石川英郎
S.O.N.G.（旧・特異災害対策機動部二課）司令官。
いくつかの並行世界でもS.O.N.G.ないしは二課の司令官として登場。本編のような高い身体能力を持たない代わりに、好みの映画のジャンルに関係のあるスキルを有している。
「先覚の協力者」では本編世界の弦十郎と同等以上の高い身体能力を持ち、「日本の最終兵器」の異名を持つ存在として描かれる。試作型のアンチノイズプロテクター「RN式回天特機装束」を纏うことにより一時的ながらノイズと戦う能力を得た。
「暁のサンタクロース」では敵キャラクターとモデルが初実装。続き「先覚の協力者 -Recapture Operation-」にてプレイアブルキャラクターとして参戦した。先行してプレイアブル化されたフィーネ、ウェル博士と同様、アニメ版の一部BGMが専用曲となっている。属性は「達人」として分類されている。
また、彼最大の趣味『映画鑑賞』の設定が増強されており、心象実験の際は被験者に毎回決まって彼好みの映画を長時間見せることになっているが恒例になっているほか、「燃えよッ！カンフーマスター」では大好きな中国のアクション映画に影響を受けて自ら訓練に参加して切歌、クリス、奏を圧倒する面を見せその続編の「怒りのッ！カンフー3姉妹」では自ら監督になってカンフー映画撮影に挑戦する。
櫻井了子（さくらい りょうこ） / フィーネ
声 - 沢城みゆき
聖遺物研究者にして、超先史文明期の巫女。
いくつかの並行世界ではフィーネとして覚醒しない、あるいは覚醒しても表立った行動を起こすことなく生存している。イベント『先覚の協力者』では覚醒しながらも、弦十郎との約束により二課に留まっている。現れた装者たちを利用して「ネフシュタンの鎧」を機動させ融合しており、新たな形態を披露している。身に纏う。弦十郎との関係は愛憎渦巻いたものになっており、RN式回天特機装束を提供している。
サービス開始当初は敵キャラクターとしてのみの登場だったが、「先覚の協力者・フィーネ」にてプレイアブルキャラクターとして参戦。歌唱曲がない代わりにアニメ版の一部BGMが専用曲となっている。属性は「聖遺物」。
緒川慎次（おがわ しんじ）
声 - 保志総一朗
S.O.N.G.（旧・特異災害対策機動部二課）エージェントにして、翼のマネージャー。飛騨忍群の流れを汲む現代忍法の使い手でもある。
フィーネが存在する並行世界では風鳴家に仕えておらず、本来は二課とも関わりがなかったが、「大火を薙ぐ剣」にて仇敵であるオロチと「草薙」を潰すべく、二課に潜入してRN式天羽々斬を強奪する。
「大火を薙ぐ剣」にてプレイアブルキャラクターとして参戦。アニメ版の一部BGMが専用曲となっている。属性は「達人」。
ウェル博士
声 - 杉田智和
本名：ジョン・ウェイン・ウェルキンゲトリクス。米国政府の聖遺物研究機関「F.I.S.」の生化学研究者。
並行世界においても聖遺物研究を行っており、彼を慕ってる私設部隊も存在し、彼自身も場合によっては味方となるが、事件の火種となることもある。
サービス開始当初は敵キャラクターとしてのみの登場だったが、「先覚の協力者・ウェル博士」にてプレイアブルキャラクターとして参戦。フィーネと同様に歌唱曲がない代わりにアニメ版の一部BGMが専用曲となっている。属性は「聖遺物」。
キャロル・マールス・ディーンハイム
声 - 水瀬いのり
世界の解剖を目論む錬金術師。4体の自動人形（オートスコアラー）を率いる。
サービス開始当初は自動人形たちともども敵キャラクターとしてのみの登場だったが、「世界を識るための歌」にてプレイアブル化。属性は「錬金術師」。
レイア・ダラーヒム、ファラ・スユーフ、ミカ・ジャウカーン、ガリィ・トゥーマーン
声 - 石上静香（レイア）、田澤茉純（ファラ）、井澤詩織（ミカ）、村瀬迪与（ガリィ）
キャロルによって生み出された自動人形たち。
「世界を識るための歌」にてプレイアブル化。歌唱曲がない代わりにアニメ版の一部BGMが専用曲となっている。属性は「オートスコアラー」。
サンジェルマン、カリオストロ、プレラーティ
声 - 寿美菜子（サンジェルマン）、蒼井翔太（カリオストロ）、日高里菜（プレラーティ）
パヴァリア光明結社の幹部たる錬金術師たち。
並行世界では「錬金術師協会」に所属しており、「双翼のシリウス」にて暴走した構成員の後始末に奔走していた。「アルケミックオーダー」ではアダムの不始末の尻拭いをする中で二課と衝突するが、本編世界での彼女らを知る響との交流を経て和解する。
「3.5」にて先行登場した後、「AXZ」のメインクエスト追加に伴いそれぞれプレイアブル化されている。属性は「錬金術師」。
アダム・ヴァイスハウプト
声 - 三木眞一郎
パヴァリア光明結社の統制局長。
並行世界の一つでは「錬金術師協会」の長となっており、本編のような野心は覗かせず二課にも協力的だが、トラブルを引き起こしては部下たちに後処理を丸投げするためサンジェルマンたちには迷惑がられている。
「アルケミックオーダー」よりプレイアブルキャラクターとして参戦。属性は「錬金術師」。フィーネやウェル博士同様歌唱曲がない代わりにアニメ版の一部BGMが専用曲となっている。
安藤創世（あんどう くりよ）、寺島詩織（てらしま しおり）、板場弓美（いたば ゆみ）
声 - 小松未可子（安藤）、東山奈央（寺島）、赤﨑千夏（板場）
響と未来のクラスメイト。
並行世界のひとつでは、「私立仰陽館女学院」の生徒会役員であると同時に、特殊兵装「メックヴァラヌス」を纏ってノイズと戦う戦士「竜姫」になっている。
「竜姫咆哮メックヴァラヌス」よりプレイアブル化。属性は「メックヴァラヌス」。
ヴァネッサ、ミラアルク、エルザ
声 - M・A・O（ヴァネッサ）、愛美（ミラアルク）、市ノ瀬加那（エルザ）
パヴァリア光明結社の残党で、自分達を「ノーブルレッド」と呼称する改造人間の一味。
「戦姫絶唱シンフォギアXV」の実装に伴い順次プレイアブル化。属性は「ノーブルレッド」。
ヴァネッサ（Another）、ミラアルク（Another）、エルザ（Another）
「メックヴァラヌス VS ノーブルレッド」に登場する平行世界のヴァネッサ達。メックヴァラヌスとして戦っている創世達の世界の住人で、ある理由から風鳴訃堂を滅ぼすべき敵と認識しており、彼によって化物にされた人達を死という方法で解放するために戦い続けている。その過程でメックヴァラヌスと出会い、一時は敵対する事もあった。
戦闘形態はヴァネッサはパワーローダーのような増加パーツを装着し、ミラアルクは本編世界よりも機械的なパーツを身に纏い、エルザは大型の狼型サポートメカを使役する。
シェム・ハ
声 - 井口裕香
先史文明期の神「アヌンナキ」の一柱。
ノーブルレッドに続きプレイアブル化。属性は「神聖-シンセイ-」。
エルフナイン
声 - 久野美咲
S.O.N.G.の技術スタッフ。元々はキャロルの予備躯体として鋳造されたホムンクルス。
錬金術の知識を駆使して並行世界に赴く装者たちのバックアップを行う。
「End.of編」にてプレイアブル化。

### その他の人物
藤尭朔也(ふじたか さくや)
声 - 赤羽根健治
S.O.N.G.（旧・特異災害対策機動部二課）オペレーター。本作では実は料理が得意という設定が明らかになっており、「エキスパートメイド」では料理担当の家事講師として教えることになった。
友里あおい（ともさと あおい）
声 - 瀬戸麻沙美
S.O.N.G.（旧・特異災害対策機動部二課）オペレーター。
「夜空を舞う怪盗姉妹」の並行世界では刑事（階級は警部）として登場。突如出現したマリアたちが扮する「怪盗ファントムシスターズ」を逮捕すべく、捜査の陣頭指揮を執る。
ナスターシャ教授
「F.I.S.」の技術者。
「イノセント・シスター」の世界では、本編世界と異なり右眼を失明しておらず五体満足になっている。ネフィリムの暴走事故のあと、セレナと共に日本に渡り、自身の研究所を開設している。姉を喪ったセレナへの気遣いから、彼女にマリアの死や並行世界の事情を伏せている。セレナとの一件解決後はお互いに仲良くなり本物の親子のようにマリアとセレナ（それに切歌や調）に慕われている。
ティキ
声 - 木野日菜
アダムによって生み出された自動人形。
ふらわーのおばちゃん
響たちの行きつけのお好み焼き屋の店主。
いくつかの並行世界にも存在し、場所は違うが「ふらわー」を営んでいる。
風鳴 八紘（かざなり やつひろ）
内閣情報官にして弦十郎の兄で翼の父。
「機械仕掛けの奇跡」の並行世界では二課の司令官となっている。
宮司
アニメ4期9話で登場した調神社の宮司。
「夕暮れに舞う巫女」では突如出現した魔物と対峙する調たちに巫女型ギアを発現させるための訓練を行う。
雪音 雅律（ゆきね まさのり）、ソネット・M・ユキネ
クリスの両親。原案ではアニメ第1期の時系列の8年前に故人となっている。
「ティアーズ・オブ・ピースメーカー」では並行世界の2人が登場する。こちらでは逆にクリスが紛争に巻き込まれて死亡しており、その悲しみから音楽活動をやめバルベルデでNGO活動に専念している。その一方である計画を実行すべくソネットの歌を利用して完全聖遺物「マヤの遺産」の起動を試みていた。
緒川捨犬（おがわ すていぬ）
緒川の弟。一族を離れ、歌舞伎町のホストクラブ「絶対隷奴（アブソリュートゼロ）」のホスト・亜蘭として働いている。
「大火を薙ぐ剣」では次兄である緒川と共に「草薙」を脱退し、ホストとして働いていたが、草薙の頭領・オロチが企てていたある計画を知ってしまったがために組織に追われる身となり、緒川に助けを求めるも、オロチの襲撃により瀕死の重傷を負う。
「ゴジラVSシンフォギア」では、アラン・緒川の名で登場し、ウェル博士の助手を務めている。
風鳴 訃堂（かざなり ふどう）
声 - 麦人
翼の（表向きの）祖父であり、弦十郎の父。
「竜姫咆哮メックヴァラヌス」の世界では、「私立仰陽館女学院」の理事長であると同時に特異災害対策機動部二課の終身名誉司令。表向きには好々爺を装っていたが、その本性は原案同様、国を守る為なら手段を選ばない外道。並行世界からの脅威に対抗すべく、自身の世界にあるギャラルホルンを使い並行世界の日本を手中に納めようと企む。バリガー・ダハーカが敗れて以降は、潜水艦を利用して行方を眩ます。

### アプリオリジナルキャラクター
各イベントクエストおよびXDクエストに登場するゲーム限定のオリジナルキャラたち。
アドルフ博士
「イノセント・シスター」で登場。
ナスターシャが主宰するF.I.S.傍系の研究所の研究者で、セレナの治療に当たった人物。ネフィリムをカルマノイズへの対抗手段として利用することを目論んでいる。
研究所に出現したネフィリムの襲撃に遭い死亡したと思われたが、その後ネフィリムを従える形で装者たちの前に姿を現わす。最終的に復活させたネフィリムを利用するが、XDに覚醒したマリアとセレナの姉妹の絆には敵わず、ネフィリム撃破後に逮捕・拘束された。
バーソロミュー・ロバーツ
「戦姫海賊団 -海上大激戦-」で登場。
かつてブラックバートの異名で知られた海賊が哲学兵装の力で亡霊として蘇った存在。その実力は弦十郎と同等で、装者全員を圧倒するほど高い戦闘能力を持つ。
グッドスピード
「Beyond the Speed」で登場。
中年のバイクライダーといった風貌の錬金術師。スピードを追い求めた果てに高速型アルカ・ノイズを生み出して街中に放ち、装者たちに勝負を挑む。負けを認める潔い性格。
ランプの魔神
「マジックランプドリーム」にて登場。
魔法のランプの中から現れ、何でも願いを叶えてくれるという魔神。正体は哲学兵装となったランプに宿る意思で、自分を擦った人間を夢の中に引きずり込み、願い通りの夢を死ぬまで見せ続ける悪質な存在。
アリシア・バーンスタイン
「双翼のシリウス」に登場。
若い錬金術師の女性。元々は紛争地域で慈善活動をしていた楽団「シリウス交響楽団」に所属していたが、権力者たちのエゴのせいで家族や仲間を失ったことで人間の心の醜さに絶望し、「人類の滅びによる平和な世界の創造」を名目に世界規模でのアルモニカ起動を目論む。後に「アルケミックオーダー」で事件後、彼女の残党がいたことが判明している。
調ロボ、切歌ロボ、マリアロボ
「調べ歌う二重唱」に登場。ギア装着時の調たちをデフォルメした姿の小型ロボット。
元々は調と切歌が互いの誕生日プレゼントとしてエルフナインの協力で製作し贈り合ったもので、便利機能こそ備えられていたが自我はなかった。しかし、不和の林檎の手足として操られ大量の複製を増産し、途中でオリジナルが自我を獲得し離反、S.O.N.G.側に付く。
マリアロボはS.O.N.G.に蓄積されていたデータを元に不和の林檎が新たに作ったもののうち1体を鹵獲・改造したもの。データがフロンティア事変のものであるため、ガングニール装着時の姿を模している。
シャロン
「機械仕掛けの奇跡」などに登場。
並行世界にてノイズに襲われそうになっていたところを響に助けられる。かつての響と同様に体内に聖遺物「ヤントラ・サルヴァスパ」を宿した融合症例でもある。
オズワルド
「機械仕掛けの奇跡」に登場。
シャロンの父であり、F.I.S.の付属機関「NEXT」の所長。八紘の友人でもある。
貴瀬翠
「絆結ぶ赤き宝石」 に登場。
完全聖遺物「カーバンクルの宝珠」の研究者をしていた女性。カーバンクルを利用されまいと姉の下から逃亡し、その先でS.O.N.G.に匿われる。
貴瀬瑠璃
「絆結ぶ赤き宝石」 に登場。翠の双子の姉で完全聖遺物「カーバンクルの宝珠」の研究者をしていた女性。研究のためなら手段を選ばず、錬金術師やシンフォギア装者までも利用する。
ヴラド
「銀弾の軌跡」に登場。ワラキア公ヴラド3世の名を持つヴァンパイア（吸血鬼）。
クルースニク
「銀弾の軌跡」に登場。ヴァンパイアハンター。
ベアトリーチェ
「ギャラルホルン編」に登場。フィーネの魂を宿し、世界蛇とカルマノイズを生み出してあらゆる並行世界を滅ぼしてきた真の黒幕。当初はベルと名乗り、「特異災害対策課」に所属する装者候補と偽って響達を欺いていた。
石屋恭二
「ギャラルホルン編」に登場。ベアトリーチェの腹心の部下であり、当初は「特異災害対策課」の所長と偽っていた。
ミーナ・ヴェルトカッツェ
「ギャラルホルン編」に登場。世界蛇（ガンド）を追う「スクルド」という組織に所属するエージェント。
ユリウス
「ギャラルホルン編」に登場。スクルドのエージェントでミーナの副官。
アーサー
「ティアーズ・オブ・ピースメーカー」に登場。クリスとフィーネが並行世界のバルベルデで出会った米国特殊部隊の隊長。
オロチ
「大火を薙ぐ剣」に登場。緒川の兄・総司から命と「草薙」の頭領の座を奪い、組織に関する重大な機密を知った緒川の弟・捨犬にも瀕死の重傷を負わせた。
ノエル
「世界を織るための歌」に登場。キャロルが作っりだしたコピーホムンクルスだがなぜか青年の姿を模している。
ジャンヌ
「裏切りの独奏曲」に登場。
メル
「裏切りの独奏曲」に登場。ジャンヌの妹。
風鳴九皐
「BAYONET CHARGE」に登場。並行世界における弦十郎の次兄で、秘密組織「影護」のリーダー。
凪景義（なぎ かげよし）
「竜姫咆哮メックヴァラヌス」等に登場。該当世界に於ける特異災害対策機動部二課の司令代行。メガネをかけた太目の男性。一人称は「僕（ボキ）」、二人称は「君（チミ）」。自身の保身や査定を重視し、ハッキングや盗撮を得意とする等、一見頼りない男。しかし能力は高く、また人知れず筋トレをするといった努力家としての一面も持ち、時には（最大限の自衛策を打った上で）自ら前線に出ることもためらわない漢でもある。
防人兵器
「竜姫咆哮メックヴァラヌス」等に登場。訃堂に仕える7体の機動兵器で、自分達を七支刀と称する。それぞれが自我を持ち、人間に擬態することも可能。
灰島友鈴（はいじま ゆうりん）／バリガー・ダハーカ
アジ・ダハーカの化石から造られた防人兵器。人間態は幼げな少女で、私立仰陽館女学院の女生徒として生徒会の手伝いをしていた。本性は三つ首の大蛇のような怪物。
「竜姫咆哮メックヴァラヌスD」のラストボス。シンフォギアや竜姫のデータを基にフォニックゲインを吸収する等の強化が施され、人型の最終形態に変形し装者達を圧倒するも、デヴァステイターを制御した竜姫達に討たれる。
護摩堂睦美
防人兵器の一体。私立仰陽館女学院の女生徒として生徒会の手伝いをしていた。
スターリット
「LOST SONG編」に登場。
フォルテ
「LOST SONG編」に登場。
ララ
「LOST SONG編」に登場。
ニコラ・テスラ
「LOST SONG編」に登場。T.E.C.の総帥。「LOST SONG編」での事件の元凶であり、数多の平行世界をレーベンガーを使い滅ぼしてきた。
アメリア
「LOST SONG編」に登場。故人
水流明日香（みながれ あすか）
「あしたのヒカリ編」に登場する主要人物。かつて天羽奏に助けられた事から、自身もシンフォギア装者になりたいとSONGに押し掛けるように訪れる。
クリスティーナ
「クリス＆クリスティーナのもってけダブルアイドル♪」に登場。本編世界のクリスに瓜二つの容姿と似た声を持つ平行世界の大人気アイドル。ある事件からクリスは彼女のボディガードのために、すり替わる事になる。

## 用語解説
シンフォギア / ファウストローブ
各シリーズ（途中参戦の奏、未来、セレナも含む）での通常形態やエクスドライブ、イグナイトモジュール以外にも、各イベント限定で形状の変化したギアが登場している。
作中では装者の心象変化や聖遺物などの外的要因の影響を受け、ギアのロックが一部解除されたことによる局地対応型とされている。
錬金術師が纏うファウストローブについても、強化形態にあたる「type II」など、新規の形態が登場している。
RN式回天特機装束
イベントクエスト「先覚の協力者 Recapture Operation」に登場。
並行世界において了子（フィーネ）が開発中の「アンチノイズプロテクター」の試作品であり、シンフォギア（FG式回天特機装束）の原型ともいえる。
装着者には薄膜状のバリアコーティングが施され、最低限のノイズからの防御機能を持つほか、位相差障壁を無効化してノイズへの攻撃を可能としている。
シンフォギアと異なる点は、シンフォギアが装者の歌を共鳴、共振させて聖遺物を起動しているのに対し、RN式は装着者の精神力、戦意を共鳴、共振させて聖遺物を強制起動させている点である。それ故装着者の体力、精神力を著しく削るものであり、一般の兵士では数秒しか起動させることが出来なかった。その一方で弦十郎は一時間を超える起動を可能としており、実質的に彼の専用装備となっている。
弦十郎が使用するものはガングニールをベースとした「RN式ガングニール」であり、イベントクエスト「大火を薙ぐ剣」では新たに天羽々斬をベースとし、アルカ・ノイズ対策も施された「RN式天羽々斬」が開発中であったが、偽名を使って二課に潜入していた緒川が奪取した。
聖遺物
ギャラルホルン
S.O.N.G.が特異災害対策機動部のころから保有していた完全聖遺物。2つの似て非なる世界を繋ぐ力を持つが、人間が世界間を移動するためにはシンフォギアを纏う必要がある。
魔法少女事変の終息後に散発的に起動するようになり、カルマノイズの発生や並行世界のノイズが流入する事態が発生したことから、S.O.N.G.全体で対処に当たることになる。各並行世界の事件解決後も世界間の繋がりは残っており、S.O.N.Gは並行世界の二課や装者とも協力関係を築いている。
ゴライアス
イベントクエスト「翳り裂く閃光」に登場。並行世界にて、日本政府がアメリカから譲り受けた自律型完全聖遺物。
トリアイナ
イベントクエスト「ヴァルキリーズ・サマー」に登場（名称は「和装乱舞」にて判明）。
ネフィリム
イベントクエスト「先覚の協力者」においては、F.I.S.による占拠状態となっていた二課に保管されていたが、ウェル博士が奪取し、本編世界同様に自らの左腕に宿す形で起動に成功させている。本編世界とは異なり、ノイズへの攻撃も可能。
「イノセント・シスター」では「大蓮華」を摂取することにより3体の幼体が産み出されている。
「夜空を舞う怪盗姉妹」では細胞サンプルが何者かによってナスターシャの研究所から流出し、獣のような耳や翼を携えた変異体が産み出されている。
大蓮華
イベントクエスト「イノセント・シスター」に登場。クベーラ神の9財宝の一つで、過去にセレナが起動している。産み出す力の象徴とされており、アドルフ博士がネフィリムに餌として与えたことにより、3体のネフィリムの幼体が産み出された。
魔剣グラム
イベントクエスト「竜を討つ魔剣/不死身の英雄」に登場。竜殺しの英雄ジークフリードが振るったとされる魔剣。
ブリーシンガメン
イベントクエスト「双翼のシリウス」に登場。女神フレイヤに由来する首飾り型の完全聖遺物。並行世界のEUの研究機関により管理されていたが、ベルゲルミルへの対抗手段として了子が借り受け、イグナイトモジュールを持たず他の装者のギアに性能で劣る奏に与えられた。その際ギアとの干渉を防ぐため腕輪状に加工されている。
起動すると強力な炎を発するが、シンフォギアとの同時使用を行うと暴走現象を招く危険性がある。制御に成功すると装備者のギアと共振・融合する性質を持ち、これにより奏のギアは元々の朱色に紫色が加わり、アームドギアの槍も穂先に分離機構を備えた双槍へと変化した。以降消耗が激しいものの並行世界の奏が纏うようになる。
ベルゲルミル
イベントクエスト「双翼のシリウス」に登場。並行世界のドイツ軍が保有していた自律型完全聖遺物だが、アリシア率いる錬金術師の一派が入手し、二課との戦闘を利用して起動した。
起動後は氷の巨人と化し、周囲の温度を極限まで低下させる機能を発揮する。
不和の林檎
イベントクエスト「調べ歌う二重奏」に登場。
金色の林檎の形をした完全聖遺物。既に起動状態にあり、政府からの依頼により調査が進められていたが、突如暴走し、エルフナインのもとでメンテナンス中だった調ロボ・切歌ロボを洗脳してあらゆる機械類を盗ませ、更にはS.O.N.G.のメインコンピューターをハッキングし、本部の機能を乗っ取った。
ヤントラ・サルヴァスパ
あらゆる機械の制御を可能とするとされる聖遺物。アニメ本編では3期9話にて「深淵の竜宮」に保管されていた完全聖遺物として登場したが、キャロルが強奪した直後に装者との戦闘の余波で基底状態のまま破壊されている。
イベントクエスト「機械仕掛けの奇跡」では欠片の一部がシャロンの体内に融合している。
ヴィマーナ
イベントクエスト「機械仕掛けの奇跡」に登場。
聖遺物をベースとして異端技術によって製作された巨大な飛行型兵器。かつて並行世界のF.I.S.が発見し起動できないまま放棄されていたが、オズワルド率いるNEXTが研究を引き継いでいた。
その攻撃力はカルマノイズや人型兵器「オートマシン」をも殲滅させるが、同時に街を焦土と化す代物。またオートマシンの生成および格納機能も備わっている。
カーバンクルの宝珠
イベントクエスト「絆結ぶ赤き宝石」に登場する自律型完全聖遺物。基底状態では赤色の宝石の形だが、起動すると小動物に変化する。しかし、装者のフォニックゲインにより完全覚醒し、巨大な獣として暴れまわる。
純銀の弾丸
イベントクエスト「銀弾の軌跡」に登場。「夜空を舞う怪盗姉妹」でマリアたちが回収したミイラの体内より取り出された弾丸状の聖遺物。ヴァンパイアハンターであるクルースニクの魂が込められており、切歌がヴラドに向けて発砲した際にクルースニクが亡霊として蘇った。
鮮血の針（カズィクル・ベイ）
イベントクエスト「銀弾の軌跡」に登場。赤い針状の聖遺物で、別の聖遺物研究施設からナスターシャの研究所に何者かによって持ち込まれ、ヴァンパイアのミイラに突き刺すことでヴラドを復活させる。また、この針に刺された人間はヴァンパイアの眷属となるとされているが、一方で眷属となりえない者は死亡するとされている。
フロンティア
異端技術によって作られた星間飛行船。
イベントクエスト「ロストサンクチュアリ」においては並行世界の地下に眠る古代遺跡として登場。「スプリガン」と呼ばれる自動人形が遺跡を守っていた。
ネフシュタン
無限の再生能力を持つ完全聖遺物。「ネフシュタンの鎧」は本作でもクリスやフィーネが用いている。
イベントクエスト「ティアーズ・オブ・ピースメーカー」では、鎧と同様の機能を持つ「ネフシュタンの権杖」が登場。ドイツの秘密結社「ブリル協会」（後述）が保有し、戦闘機に組み込まれて運用されていたが、クリスが奪取し、イチイバルとの同時運用により「ネフシュタンギア」を形成するに至る。
マヤの遺産
イベントクエスト「ティアーズ・オブ・ピースメーカー」に登場。並行世界のバルベルデ共和国の地下に眠る神殿型の完全聖遺物。クリスの両親がある目的のために起動を試みていた。
天叢雲剣
「大火を薙ぐ剣」に登場する剣型の完全聖遺物。緒川家に代々伝わる聖遺物であったが、オロチが緒川の兄・総司を殺害することにより奪取。翼との交戦の際、彼女のギアのコアにロックをかける呪いをかけて使用不能に陥れた。その後エルフナインにより修復されたギアを纏った翼が緒川との協力により奪取。天羽々斬との同時運用により「ムラクモギア」を形成するに至った。
哲学兵装
カースド・ファラオ
メインクエスト「戦姫絶唱シンフォギア3.5」に登場。「バルーン」なる黒い物体や、スフィンクスの形態で出現する。
ムラマサ
イベントクエスト「和装乱舞」に登場。並行世界にて日本政府が管理していた妖刀。起動実験に失敗して粉々に砕け散り、武者ノイズ発生の原因となってしまう。
大火の振袖
イベントクエスト「振袖ラビリンス」に登場。神隠し事件の現場となった神社に納められている、明暦の大火に纏わる振袖を触媒とした錬金術師の施術により、白く発光する球体状の敵を出現させるほか、装者を異空間の迷宮に送り飛ばす。異空間内では振袖を纏った人型の敵も出現し、その敵を倒さない限り元の空間には戻れない。触媒となった振袖はかつて風鳴家が所有していたものであり、幼い頃に袖を通したことのある翼に対し幻聴をもたらしている。
アルモニカ
イベントクエスト「双翼のシリウス」に登場。並行世界のドイツに存在した楽器状の哲学兵装。演奏を聴いた生物の運動中枢を麻痺させる機能を持ち、全力で使用すれば聴いた者を覚めることのない深い眠りに誘うこともできる。
デイダラボッチの骨
コラボイベントクエスト「捧ぐ鼓動の交響曲」に登場。巨人島で祭られていた何らかの骨。ある錬金術師の一味はこれに関してネットで情報を流布させることにより、巨人を生み出す哲学兵装にしようと企んだ。しかし力を持ちすぎた骨は並行世界（『進撃の巨人』の世界）に通じる次元の裂け目を開き、そこから調査兵団や巨人が本編世界へ侵入、更に1体の巨人が骨を飲み込んで超大型巨人と化した。
ノイズ、アルカ・ノイズ
おなじみシンフォギア装者が戦う存在。本作ではイベントの内容に応じた装飾が施された個体や、後述のような新型が登場する。
カルマノイズ
イベントクエストに登場する黒いノイズの呼称。通常のノイズよりも高い戦闘力を持ち、人間と接触しても自壊することなく一方的に対象を炭素化する特性を持つ。調査の結果、主に人口密集地に出現し、周囲の人間が減ると姿を消すことが判明している。また、ソロモンの杖でも制御することはできない。
また、相対した人間に破壊衝動を植え付ける「呪い」のような力を持ち、同じような特性を持つダインスレイフを元にしたイグナイトモジュールを起動していると呪いに取り込まれやすい。このため、イベントクエストの多くの場面において、装者たちはイグナイトを封じられた状態での戦闘を余儀なくされている。前述の戦闘力の高さも相まって、一体現れるだけで装者たちは警戒を要している。
武者ノイズ
イベントクエスト「和装乱舞」に登場。哲学兵装「ムラマサ」の破片を取り込み変異したノイズで、両腕が刃物状になっていることから日本政府が便宜上名付けた。
ムラマサに宿る侍たちの怨念によって翼と似た戦闘スタイルを持ち、装者の攻撃を切り払って回避するなど戦闘能力も高い。
また、ムラマサの持つ呪いによって敵対者に不幸を振りまく能力を持つ。
高速型アルカ・ノイズ
イベントクエスト「Beyond the Speed」に登場。グッドスピードが開発したアルカ・ノイズの変種で、タイヤに類似した器官を使って高速移動を行う。
ジュエル型アルカ・ノイズ
イベントクエスト「絆結ぶ赤き宝石」に登場。瑠璃の配下の錬金術師がカーバンクルの研究データを応用して開発したアルカ・ノイズの変種で、高い防御能力を持つ。
アレキサンドリア号事件
メインクエスト「戦姫絶唱シンフォギア3.5」で起こった、アニメ第4期の序章となる事件。
セイレーンの歌
イベント「ヴァルキリーズ・サマー」に登場する用語。「砂浜のある孤島の並行世界」のノイズが操られている原因と思われる特殊な音で、海の怪物「セイレーン」に因んで命名された。また、セイレーンの歌により操られたノイズの中には聖遺物「トリアイナ」の欠片を持つものも存在する。
アサルト・デバイス・ウェポン
イベントクエスト「ティアーズ・オブ・ピースメーカー」に登場する兵器。米国が開発したノイズに対抗できる兵器だが、その使用には人間のライフエナジーが必要であり、米国は戦災孤児をカートリッジに込めるライフエナジーのエネルギー源としてかき集めている。
電界顕微観測鏡
イベントクエスト「太陽の三撃槍」に登場するアイテムでアニメ第4期に登場した装置に改良がくわえられた物。被験者の意識･記憶から仮想現実のように作られた領域に、電気信号化した観測者の意識を送り、内側から見渡せるようになっている。改良によって自己認識の散逸や消失、他者の意識との融合といった高いレベルの危険性はなくなった。だが、被験者によっては嘗ての敵や装者の幻影が襲ってきて強い疲労を起こすことがある。
マリスシード
イベントクエスト「太陽の三撃槍」に登場するアイテム。『ギャラルホルン編 第1章』で装者達を絶望に陥れるためベアトリーチェが響に仕込んでいた。使われると強い瘴気を発して仕込まれた者を暴走させ、更に旧アニメシリーズのボス達（フィーネ、キャロル、アダム）の最終決戦の様に巨大形態のようになれる。しかし、使用したギアが似た関係の物ならば逆に瘴気を払いのけ壮大な力を発することが可能。
世界蛇
XDクエスト「ギャラルホルン編」に登場。本編世界にてカルマノイズと対峙する響と未来の前に突如出現した巨大な蛇の怪物。数々の並行世界を渡り歩き、いくつかの並行世界を壊滅させた。カルマノイズの発生源であり、同時に首都近郊を焦土と化すほどの巨大なエネルギーをも兼ね備えている。
二つの聖遺物（デュオ・レリック）
XDクエスト「ギャラルホルン編」に登場した現象で命名者はユリウス。通常ならありえない2つのギアを二重奏の様に重ねることで通常時の力を発する大きな力を与える。
ウロボロス
XDクエスト「ギャラルホルン編」に登場した組織で構成員は事実状首領に当たるベアトリーチェと腹心の石屋恭二。世界蛇を降臨させることを企む。
ブリル協会
フィーネのいる並行世界に存在するドイツの秘密結社。「ティアーズ・オブ・ピースメーカー」ではバルベルデ共和国の地下に眠る「マヤの遺産」を狙いドイツ軍と結託してアルカ・ノイズや「ネフシュタンの権杖」を駆使した攻撃を展開。「大火を薙ぐ剣」ではオロチ率いる後述の「草薙」と結託し、世界を戦乱に陥れる「世界大火計画」を推し進めていた。
プロビデンス・パーク
並行世界のアダムが作ったテーマパーク。「子供達に楽しんでもらう」というアダムの趣から決して害はないのだが、マスコットの暴走やはぐれ錬金術師たちによる犯罪行為も多々と起こりサンジェルマン達やキャロルと言った錬金術師は振り回されている。
草薙
イベントクエスト「大火を薙ぐ剣」に登場する忍者集団。飛騨忍群の流れを汲む緒川家が頭領となって組織されており、嘗ては豊臣秀吉に仕え、明治時代より政府直轄の諜報機関として活動していた。表向きでは解体されたものの、水面下では存続しており、政府の手駒として暗殺なども厭わない闇の組織となった。オロチが緒川の兄・総司を殺害して頭領に就いてからは前述のブリル協会と結託。アルカ・ノイズや「傀儡忍者」と呼ばれる自動人形を駆使し、「世界大火計画」を推し進めていた。
メックヴァラヌス
イベント「竜姫咆哮メックヴァラヌス」から登場する、シンフォギアやファウストローブに続く第三の少女兵装。これを纏う少女は「竜姫」と呼ばれる。普段は「ドラゴンブレス」と呼ばれるブレスレットの形状をしており、竜姫の「メックヴァラヌス、テイクオフ」の叫びを受けてスーツや武装と化す。アジ・ダハーカの化石から作られている。並行世界の訃堂が奪ったシンフォギアのデータや装者の戦闘データを基に強化され、フォニックゲインを吸収して己が力とできるようになった。
デヴァステイター
メックヴァラヌスの機能。通称「Dモジュール」。起動コールは「咆哮、デヴァステイター」。そのまま起動すれば竜姫自身が巨大な怪物と化して暴走する。たとえ元に戻せても、フィードバックによって竜姫は重傷を負う。改良により、フォニックゲインを利用して制御する仕様が追加された。この状態で起動すると、武装が一旦分解され、スーツの一部として再構成される。言い方を変えれば「竜姫が武器を持つ」から「竜姫の全身が武器になる」。
T.E.C.
XDクエスト「LOST SONG編」に登場した組織で構成員は事実状首領に当たるニコラ・テスラ。実動部隊であるスターリット、フォルテ、ララ。
エレクライト
T.E.C.が開発した第四の少女兵装。これを纏う少女は「ブリッツァー」と呼ばれる。電撃を扱う能力に特化している。
レーベンガー
T.E.C.の戦力の大半となる兵器。その力はカルマノイズを凌駕する。
並行世界防衛システム
並行世界全体に崩壊の危機が迫る事態が起こった際に起動し、全ての並行世界を防衛する3体のシステムで、アヌンナキの3柱の神をベースに造られた。
ツクヨミ
ギャラルホルン編に登場。防衛システムの中で最初に覚醒し、月読調の中に宿り眠り続ける存在。
スサノオ
LOST SONG編に登場。防衛システムの中で戦闘に特化した存在のためか、並行世界を乱す存在を殲滅する際に周りの被害を一切考慮しない。並行世界の響が復讐心に囚われてしまった元凶。
アマテラス
LOST SONG編に登場。防衛システムの中では最後に覚醒した。

## 主題歌
「UNLIMITED BEAT」
作詞・作曲 - 上松範康 / 編曲 - 藤永龍太郎 / 歌 - 水樹奈々
「FIRE SCREAM」
作曲 - 上松範康 / 編曲 - 菊田大介 / 作詞・歌 - 水樹奈々

## 収録楽曲
2023年5月25日現在。
- 太字はアプリオリジナル楽曲。
- ☆は各シンフォギアカードにデフォルトで設定されている楽曲。その他の楽曲は曲ごとに設けられたミッションをクリアすることにより解放され使用可能となる。また、コラボイベントでの最終決戦のBGMとしてコラボ先の主題歌[注 6]が使われる。

| No. | 曲名                                      | 歌 | 作詞                           | 作曲              | 編曲               |
| --- | ----------------------------------------- | --- | ------------------------------ | ----------------- | ------------------ |
| 1   | 逆光のフリューゲル                        | ツヴァイウィング | 上松範康                       | 上松範康          | 菊田大介           |
| 2   | 撃槍・ガングニール ☆                      | 立花響（悠木碧） | 上松範康                       | 藤田淳平          | 藤田淳平           |
| 3   | 絶刀・天羽々斬 ☆                          | 風鳴翼（水樹奈々） | 上松範康                       | 藤間仁            | 藤間仁             |
| 4   | 魔弓・イチイバル ☆                        | 雪音クリス（高垣彩陽） | 上松範康                       | 上松範康          | 岩橋星実           |
| 5   | 君ト云ウ 音奏デ 尽キルマデ ☆              | 天羽奏（高山みなみ） | 藤林聖子                       | 俊龍              | 菊田大介           |
| 6   | FIRST LOVE SONG                           | 立花響（悠木碧）、風鳴翼（水樹奈々）、雪音クリス（高垣彩陽） | 上松範康                       | 上松範康          | 藤間仁             |
| 7   | 不死鳥のフランメ                          | マリア（日笠陽子）×風鳴翼（水樹奈々） | 上松範康                       | 上松範康          | 菊田大介           |
| 8   | 正義を信じて、握り締めて                  | 立花響（悠木碧） | 上松範康                       | 藤田淳平          | 藤田淳平           |
| 9   | 烈槍・ガングニール ☆                      | マリア・カデンツァヴナ・イヴ（日笠陽子） | 上松範康                       | 上松範康          | Evan Call          |
| 10  | 月煌ノ剣                                  | 風鳴翼（水樹奈々） | 上松範康                       | 藤間仁            | 藤間仁             |
| 11  | 鏖鋸・シュルシャガナ ☆                    | 月読調（南條愛乃） | 上松範康                       | 菊田大介          | 菊田大介           |
| 12  | Bye-Bye Lullaby                           | 雪音クリス（高垣彩陽） | 上松範康                       | 上松範康          | 岩橋星実           |
| 13  | 教室モノクローム                          | 雪音クリス（高垣彩陽） | 上松範康                       | 上松範康          | 中山真斗           |
| 14  | 獄鎌・イガリマ ☆                          | 暁切歌（茅野愛衣） | 上松範康                       | 中山真斗          | 藤田淳平           |
| 15  | 歪鏡・シェンショウジン ☆                  | 小日向未来（井口裕香） | 上松範康                       | 菊田大介          | 菊田大介           |
| 16  | 始まりの歌                                | 立花響（悠木碧）、風鳴翼（水樹奈々）、雪音クリス（高垣彩陽）、マリア・カデンツァヴナ・イヴ（日笠陽子）、月読調（南條愛乃）、暁切歌（茅野愛衣）                         | 上松範康                       | 上松範康          | 喜多智弘           |
| 17  | 虹色のフリューゲル                        | 立花響（悠木碧）、風鳴翼（水樹奈々）、雪音クリス（高垣彩陽）、マリア・カデンツァヴナ・イヴ（日笠陽子）、月読調（南條愛乃）、暁切歌（茅野愛衣）、天羽奏（高山みなみ）   | 上松範康                       | 上松範康          | 菊田大介           |
| 19  | 限界突破 G-beat                           | 立花響（悠木碧） | 上松範康                       | 上松範康          | 藤田淳平           |
| 20  | Beyond the BLADE                          | 風鳴翼（水樹奈々） | 上松範康                       | 藤田淳平          | 藤田淳平           |
| 21  | 空へ…                                     | 風鳴翼（水樹奈々） | 上松範康                       | 上松範康          | 母里治樹           |
| 22  | TRUST HEART                               | 雪音クリス（高垣彩陽） | 上松範康                       | 藤間仁            | 藤間仁             |
| 23  | オーバーキルサイズ・ヘル                  | 暁切歌（茅野愛衣） | 上松範康                       | 喜多智弘          | 喜多智弘           |
| 24  | ジェノサイドソウ・ヘブン                  | 月読調（南條愛乃） | 上松範康                       | 岩橋星実          | 岩橋星実           |
| 25  | 銀腕・アガートラーム                      | マリア・カデンツァヴナ・イヴ（日笠陽子） | 上松範康                       | 上松範康          | 岩橋星実 Evan Call |
| 26  | 逆光のリゾルヴ                            | 天羽奏（高山みなみ） | 上松範康                       | 菊田大介          | 菊田大介           |
| 27  | 殲琴・ダウルダブラ ☆                      | キャロル・マールス・ディーンハイム（水瀬いのり） | 上松範康                       | Evan Call         | Evan Call          |
| 28  | 負けない愛が拳にある                      | 立花響（悠木碧） | 上松範康                       | 藤間仁            | 藤間仁             |
| 29  | 裸になって…夏                             | マリア・カデンツァヴナ・イヴ（日笠陽子） | 上松範康                       | 藤田淳平          | 岩橋星実           |
| 30  | Edge Works of Goddess ZABABA              | 月読調（南條愛乃）、暁切歌（茅野愛衣） | 上松範康                       | 菊田大介 中山真斗 | 菊田大介           |
| 31  | 永愛プロミス                              | 小日向未来（井口裕香） | 上松範康                       | 菊田大介          | 菊田大介           |
| 32  | 私ト云ウ 音響キ ソノ先ニ                  | 立花響（悠木碧） | 藤林聖子                       | 俊龍              | 菊田大介           |
| 33  | SAKURA BLIZZARD                           | 雪音クリス（高垣彩陽） | 上松範康                       | 末益涼太          | 末益涼太           |
| 34  | 神話世界からの強襲 ☆                      | インストゥルメンタル曲 | -                              | 上松範康          | 上松範康           |
| 35  | 誰かのためのヒカリ ☆                      | セレナ・カデンツァヴナ・イヴ（堀江由衣） | 上松範康                       | 母里治樹          | 母里治樹           |
| 36  | 此の今を生きて                            | セレナ・カデンツァヴナ・イヴ（堀江由衣） | 上松範康                       | 上松範康          | 菊田大介           |
| 37  | ORBITAL BEAT                              | ツヴァイウィング | 古屋真                         | 加藤裕介          | 加藤裕介           |
| 38  | the MOON is harsh mistress ☆              | インストゥルメンタル曲 | -                              | Evan Call         | Evan Call          |
| 39  | 明日の凱歌 ☆                              | インストゥルメンタル曲 | -                              | 上松範康          | 藤田淳平           |
| 40  | サンタが街にやってくる                    | 暁切歌（茅野愛衣） | Haven Gillespie 訳詞：神戸孝夫 | J.Fred Coots      | 岩橋星実           |
| 41  | 恋の桶狭間                                | 風鳴翼（水樹奈々） | 上松範康                       | 上松範康          | 上松範康           |
| 43  | ご奉仕…メイドモード                       | 月読調（南條愛乃） | 上松範康                       | 上松範康          | 末益涼太           |
| 44  | Stand up! Ready!!                         | マリア・カデンツァヴナ・イヴ（日笠陽子） | 上松範康                       | 菊田大介          | 岩橋星実           |
| 46  | GUN BULLET XXX                            | 雪音クリス（高垣彩陽） | 上松範康                       | 藤田淳平          | 藤田淳平           |
| 47  | デンジャラス・サンシャイン                | 暁切歌（茅野愛衣） | 上松範康                       | 母里治樹          | 母里治樹           |
| 48  | メロディアス・ムーンライト                | 月読調（南條愛乃） | 上松範康                       | 母里治樹          | 岩橋星実           |
| 49  | 激唱インフィニティ                        | 立花響（悠木碧）、風鳴翼（水樹奈々）、雪音クリス（高垣彩陽） | 上松範康                       | 上松範康          | 末益涼太           |
| 50  | 旋律ソロリティ                            | マリア・カデンツァヴナ・イヴ（日笠陽子）、月読調（南條愛乃）、暁切歌（茅野愛衣）                                                                                       | 上松範康                       | 上松範康          | 菊田大介           |
| 51  | PRACTICE MODE                             | 月読調（南條愛乃） | 上松範康                       | 菊田大介          | 菊田大介           |
| 52  | 手紙                                      | 暁切歌（茅野愛衣） | 上松範康                       | 藤間仁            | 藤間仁             |
| 53  | 疾風迅雷                                  | 風鳴翼（水樹奈々） | 上松範康                       | 末益涼太          | 末益涼太           |
| 54  | FLIGHT FEATHERS                           | 風鳴翼（水樹奈々） | 上松範康                       | 菊田大介          | 菊田大介           |
| 55  | 星天ギャラクシィクロス                    | マリア（日笠陽子）×風鳴翼（水樹奈々） | 上松範康                       | 上松範康          | 末益涼太 菊田大介  |
| 56  | エンドレス☆サマータイム                   | 立花響（悠木碧） | 上松範康                       | 上松範康          | 岩橋星実           |
| 57  | 逆光のフリューゲル （Ver.双翼のシリウス） | ツヴァイウィング | 上松範康                       | 上松範康          | 藤間仁             |
| 58  | 純白イノセント                            | マリア・カデンツァヴナ・イヴ（日笠陽子） | 上松範康                       | 上松範康          | 藤永龍太郎         |
| 59  | 死灯 -エイヴィヒカイト- ☆                 | サンジェルマン（寿美菜子）、カリオストロ（蒼井翔太）、プレラーティ（日高里菜）                                                                                         | 上松範康                       | 上松範康          | 菊田大介 都丸椋太  |
| 60  | ダイスキスキスギ                          | 月読調（南條愛乃）、暁切歌（茅野愛衣） | 上松範康                       | 岩橋星実          | 岩橋星実           |
| 61  | Rainbow Flower                            | 立花響（悠木碧） | 上松範康                       | 上松範康          | 岩橋星実           |
| 63  | KNOCK OUTッ！                             | 立花響（悠木碧） | 上松範康                       | 菊田大介          | 菊田大介           |
| 64  | 陽だまりメモリア                          | 小日向未来（井口裕香） | 上松範康                       | 中山真斗          | 中山真斗           |
| 65  | Change the Future                         | 雪音クリス（高垣彩陽）、マリア・カデンツァヴナ・イヴ（日笠陽子） | 上松範康                       | 藤永龍太郎        | 藤永龍太郎         |
| 66  | 風月ノ疾双                                | 風鳴翼（水樹奈々）、月読調（南條愛乃） | 上松範康                       | 藤田淳平          | 藤間仁             |
| 67  | かばんの隠し事                            | 小日向未来（井口裕香） | 上松範康                       | 菊田大介          | 菊田大介           |
| 68  | 必愛デュオシャウト                        | 立花響（悠木碧）、暁切歌（茅野愛衣） | 上松範康                       | 上松範康          | 菊田大介           |
| 69  | 花咲く勇気                                | 立花響（悠木碧） | 上松範康                       | 母里治樹          | 母里治樹           |
| 70  | 永輝－エィヴィガーブントー－              | サンジェルマン（寿美菜子）、カリオストロ（蒼井翔太）、プレラーティ（日高里菜）                                                                                         | 上松範康                       | 菊田大介          | 菊田大介           |
| 71  | アダム・ヴァイスハウプト ☆                | インストゥルメンタル曲 | -                              | 藤間仁            | 藤間仁             |
| 72  | 双翼のウィングビート                      | ツヴァイウィング | 上松範康                       | 上松範康          | 菊田大介           |
| 73  | 繋いだ手だけが紡ぐもの                    | 雪音クリス（高垣彩陽） | 上松範康                       | 上松範康          | 藤田淳平           |
| 74  | アクシアの風                              | 立花響（悠木碧）、風鳴翼（水樹奈々）、雪音クリス（高垣彩陽）、マリア・カデンツァヴナ・イヴ（日笠陽子）、月読調（南條愛乃）、暁切歌（茅野愛衣）                         | 上松範康                       | 上松範康 藤間仁   | 藤間仁             |
| 75  | SENSE OF DISTANCE                         | 月読調（南條愛乃） | 上松範康                       | 上松範康          | 岩橋星実           |
| 76  | アカツキノソラ                            | 暁切歌（茅野愛衣） | 上松範康                       | 菊田大介          | 菊田大介           |
| 77  | 月下美刃                                  | 風鳴翼（水樹奈々） | 上松範康                       | 上松範康          | 菊田大介           |
| 78  | Synchrogazer                              | 水樹奈々 | 水樹奈々                       | 上松範康          | 上松範康           |
| 79  | おきてがみ                                | 暁切歌（茅野愛衣） | 上松範康                       | 上松範康          | 母里治樹           |
| 80  | SONG FOR THE WORLD                        | 雪音クリス（高垣彩陽） | 上松範康                       | 笠井雄太          | 笠井雄太           |
| 81  | ルミナスゲイト                            | 風鳴翼（水樹奈々） | 上松範康                       | 上松範康          | 藤間仁             |
| 82  | Vitalization                              | 水樹奈々 | 水樹奈々                       | 上松範康          | 菊田大介           |
| 84  | 光槍・ガングニール                        | 立花響（悠木碧）、マリア・カデンツァヴナ・イヴ（日笠陽子）、天羽奏（高山みなみ）                                                                                       | 上松範康                       | 菊田大介          | 都丸椋太           |
| 85  | 花咲く勇気 Ver.Amalgam                    | 立花響（悠木碧）、サンジェルマン（寿美菜子） | 上松範康                       | 母里治樹          | 母里治樹           |
| 86  | 逆巻く血風 ☆                              | インストゥルメンタル曲 | -                              | 藤間仁            | 藤間仁             |
| 87  | 防人ノ歌                                  | 風鳴翼（水樹奈々） | 上松範康                       | 竹田祐介          | 竹田祐介           |
| 88  | リトルミラクル -Grip it tight-            | 立花響（悠木碧） | 上松範康                       | 母里治樹          | 母里治樹           |
| 89  | Glorious Break                            | 水樹奈々 | しほり                         | 上松範康          | 藤間仁             |
| 90  | Angelic Remnant                           | 風鳴翼（水樹奈々）、マリア・カデンツァヴナ・イヴ（日笠陽子） | 上松範康                       | 上松範康          | 菊田大介           |
| 91  | 五線譜のサンクチュアリ                    | キャロル・マールス・ディーンハイム（水瀬いのり） | 上松範康                       | 都丸椋太          | 都丸椋太           |
| 92  | the WILD BUNCH ☆                          | インストゥルメンタル曲 | -                              | Evan Call         | Evan Call          |
| 93  | Dark Oblivion                             | マリア・カデンツァヴナ・イヴ（日笠陽子） | Evan Call                      | 上松範康          | 藤間仁             |
| 94  | いつかの虹、花の想い出                    | 立花響（悠木碧）、小日向未来（井口裕香） | 上松範康                       | 岩橋星実          | 岩橋星実           |
| 96  | tomorrow                                  | キャロル・マールス・ディーンハイム（水瀬いのり） | 上松範康                       | 上松範康          | 藤永龍太郎         |
| 97  | RADIANT FORCE                             | 立花響（悠木碧）、風鳴翼（水樹奈々）、雪音クリス（高垣彩陽） | 上松範康                       | 上松範康          | 藤間仁             |
| 98  | Exterminate                               | 水樹奈々 | 水樹奈々                       | 上松範康          | 藤間仁             |
| 99  | 放課後キーホルダー                        | 雪音クリス（高垣彩陽） | 上松範康                       | 上松範康          | 喜多智弘           |
| 100 | 「ありがとう」を唄いながら                | マリア・カデンツァヴナ・イヴ（日笠陽子）・月読調（南條愛乃）・暁切歌（茅野愛衣）                                                                                       | 上松範康                       | 上松範康          | 喜多智弘           |
| 101 | UNLIMITED BEAT                            | 水樹奈々 | 上松範康                       | 上松範康          | 藤永龍太郎         |
| 103 | おかえりを言う為に                        | 小日向未来（井口裕香） | 上松範康                       | 藤田淳平          | 菊田大介           |
| 104 | BAYONET CHARGE                            | 風鳴翼（水樹奈々）・雪音クリス（高垣彩陽） | 上松範康                       | 藤田淳平          | 藤間仁             |
| 106 | Draft folder                              | 月読調（南條愛乃） | 上松範康                       | 末益涼太          | 末益涼太           |
| 107 | Girls Take off!! ☆                        | インストゥルメンタル曲 | -                              | 笠井雄太          | 笠井雄太           |
| 108 | 激唱インフィニティ（IGNITED arrangement） | 立花響（悠木碧）、風鳴翼（水樹奈々）、雪音クリス（高垣彩陽） | 上松範康                       | 上松範康          | 藤永龍太郎         |
| 109 | レディッシュブラウン                      | インストゥルメンタル曲 | -                              | 藤間仁            | 藤間仁             |
| 110 | Cutting Edge×2 Ready go!                  | 月読調（南條愛乃）、暁切歌（茅野愛衣） | 上松範康                       | 菊田大介          | 菊田大介           |
| 111 | 友達以上、ヒーロー未満                    | 寺島詩織（東山奈央）・安藤創世（小松未可子）・板場弓美（赤﨑千夏） | 上松範康                       | 上松範康          | 菊田大介           |
| 112 | はっぴー すまいる ばけいしょん            | 暁切歌（茅野愛衣） | 上松範康                       | 上松範康          | 末益涼太           |
| 114 | 六花繚乱                                  | 立花響（悠木碧）、風鳴翼（水樹奈々）、雪音クリス（高垣彩陽）、マリア・カデンツァヴナ・イヴ（日笠陽子）、月読調（南條愛乃）、暁切歌（茅野愛衣）                         | 上松範康                       | 上松範康          | 菊田大介、笠井雄太 |
| 116 | Xtreme Vibes                              | 立花響（悠木碧）、風鳴翼（水樹奈々）、雪音クリス（高垣彩陽）、マリア・カデンツァヴナ・イヴ（日笠陽子）、月読調（南條愛乃）、暁切歌（茅野愛衣）、小日向未来（井口裕香） | 上松範康                       | 上松範康          | 藤間仁             |
| 117 | Defender'Z Brand!                         | 風鳴翼（水樹奈々） | 上松範康                       | 藤間仁            | 藤間仁             |

## 関連商品

### トレーディングカードゲーム
- ヴァイスシュヴァルツ ブースターパック 戦姫絶唱シンフォギアXD UNLIMITED （ブシロード、2017年9月22日発売）[10]
  - ヴァイスシュヴァルツ ブースターパック 戦姫絶唱シンフォギアXD UNLIMITED EXTEND （ブシロード、2019年9月13日発売）[11]

### CD
- 「戦姫絶唱シンフォギアXD UNLIMITED キャラクターソングアルバム1」（キングレコード（KICA-2533）2018年08月29日発売）
- 「戦姫絶唱シンフォギアXD UNLIMITED キャラクターソングアルバム2」（キングレコード（KICA-2568）2019年12月4日発売）
- 「戦姫絶唱シンフォギアXD UNLIMITED キャラクターソングアルバム3」（キングレコード（KICA-2623）2023年06月14日発売）